# 313
313是一個自然數，介於312和314之間。

## 數學性質
- 第65個質數。前一個為311、下一個為317。
  - 第20對孿生質數，為（311、 313）。前一對是（ 281 , 283 ）、下一對是（ 347 , 349 ）。
  - 313是回文素数。
    - 在二進制時也是回文素数，{\displaystyle 313_{10}=100111001_{2}}

  - 十進制下，既是可右截短質數，也是可左截短質數
  - 全循環質數
  - 畢達哥拉斯質數
  - 正則素數
  - 此數字雖然是自然質數，但不是高斯質數。前一個有此性質的自然質數是293、下一個是317。（OEIS數列A002313）

其第一象限之高斯質數的整数分解為{\displaystyle \left(13+12i\right)\times \left(13-12i\right)}。
- 十进制的等數位數。
- 中心正方形數
- 快樂數
- 四進制中的水仙花數( 3×42 + 1×41 + 3×40 = 33 + 13 + 33 = 313(4))
- 35進制中，最小的循環單位質數共有313個1

## 天文領域
- 小行星313(313 Chaldaea)是小行星帯的小行星。
- 2003 UB313小行星是矮行星是鬩神星(136199 Eris)的暫時編號。
- NGC 313是雙魚座的一個三星星系。

## 日本
- 日本的郵遞區號313是茨城縣常陸太田市。
- 日本的交通號誌313是禁止迴轉。
- 日本313系（日语：313系）:313形的鐵道車輛
  - JR東海313系電聯車
  - 西鉄313形電車（日语：西鉄313形電車）
- 稻屬（稻）的品種、日本的農林登録号:水稻農林313號（日语：ひとめぼれ）。

## 美國軍事
- USS Zeilin, DD-313（英语：USS Zeilin (DD-313)）是美國海軍的驅逐艦。
- 艾瓦茲級護航驅逐艦是美國海軍的護衛驅逐艦。（未建造）
- SS-313(USS Barbero, Perch, SS/SSP/ASSP/APSS/LPSS/IX-313)是美國海軍的潛水艇。
- 艾諾拉·蓋號轟炸機是一架隸屬於第二次世界大戰期間美國陸軍航空軍第313飛行大隊

## 歷史事件
荀子是在西元前313年出生

## 其他領域
- 西元313年
- 西元前313年
- 3月13日
- 平年的第313天是11月9日
  - 閏年的第313天是11月8日
- 美國區號3-1-3（英语：Area code 313）
- 廣陽區的面積約為313平方千米
- 邊姓是在《百家姓》中排第313位的中文姓氏
- 阿達河全長約313公里
- 313（英语：313 (album)）是Phideaux Xavier（英语：Phideaux Xavier）的第四張專輯。
- 鈍頭蛇其生存的海拔範圍為313至1818米
- 新界區專線小巴313線